# ESO 510-G13
ESO 510-G13 — спіральна галактика розташована в сузір'ї Гідри на відстані приблизно 150 мільйонів світлових років від Сонця. Видимі в області екватора галактики хмари пилу утворюють сильно викривлений диск, що може свідчити про гравітаційну взаємодію ESO 510-G13 з іншою галактикою. У цьому випадку ми маємо чудову ілюстрацію гравітаційних викривлень, зумовлених взаємодією галактик.
Ця галактика активно досліджувалася за допомогою космічного телескопа Хаббла у 2001 р.